# Биржевой крах 1929 года
Биржевой крах 1929 года — обвальное падение цен акций в США, начавшееся в Чёрный четверг 24 октября 1929 года и принявшее катастрофические масштабы в последовавшие за ним Чёрную пятницу (25 октября), Чёрный понедельник (28 октября) и Чёрный вторник (29 октября). Этот биржевой крах, известный также как «крах Уолл-стрит», стал началом Великой депрессии.

## Предпосылки
Краху предшествовал спекулятивный бум середины 1920-х годов, во время которого большое количество обычных американцев купило акции, ориентируясь не столько на экономические показатели компаний, сколько на рост цен акций. Растущий спрос взвинчивал цены, что привлекало всё новых обывателей, желавших обогатиться на спекуляциях акциями. Это привело к образованию экономического пузыря. При этом многие американцы покупали акции в кредит, занимая необходимые средства в банках под залог ранее купленных ценных бумаг.

## Крах
Начиная с 3 сентября 1929 года Промышленный индекс Доу Джонса после пика в 381,17 пунктов начал падение. К четвергу 24 октября 1929 года индекс уже потерял около 20 % по сравнению с сентябрём и находился на отметке 305,85. Ещё до открытия биржи наблюдалась паника, ведь уже в предыдущий день индекс упал на 4,6 %. С открытием паника усилилась. Пытаясь избавиться от своих акций прежде, чем они совсем обесценятся, инвесторы продали в тот день 12,9 млн ценных бумаг. Объём продаж был настолько большим, что индекс Доу Джонса за один день снизился на 11 %. В последующие дни были проданы ещё около 30 млн акций, и цены рухнули, разоряя менее расторопных. В целом за неделю биржевой паники рынок снизился на 40 % и потерял в капитализации около 30 млрд долларов — больше, чем правительство США потратило за всё время Первой мировой войны.
Банки, которые ранее кредитовали покупку акций под залог аналогичных акций, были не в состоянии вернуть долги и объявляли о банкротстве. В то время, как люди теряли на бирже свои средства, предприятия лишались банковских кредитных линий и закрывались, вызывая рост безработицы.

## Последствия
Биржевой крах 1929 года оказал разрушительное влияние на экономическую ситуацию и послужил, возможно, наиболее весомой причиной Великой депрессии.
Одним из следствий биржевого краха для фондового рынка США стало создание в 1934 году регулирующего органа — Комиссии по ценным бумагам и биржам, который разработал нормы и правила, призванные предотвратить подобные биржевые крахи. В том числе:
- Была запрещена покупка акций без достаточных средств для оплаты сделки.
- Была введена обязательная регистрация фондовых бирж и брокеров.
- Были сформулированы правила ведения дел по доверенности.
- Комиссия потребовала от компаний, которые предлагали акции на открытом рынке, раскрывать значимую информацию о себе[2].

Крах 1929 года послужил хорошим уроком для финансового мира, и с тех пор на многих фондовых биржах практикуют приостановление торгов в случае слишком быстрого падения котировок. Благодаря этой практике последствия биржевого краха 1987 года были значительно более лёгкими по сравнению с 1929 годом.